# Beroe macrostoma
Beroe macrostoma är en kammanetart som beskrevs av Péron och Charles Alexandre Lesueur 1808. Beroe macrostoma ingår i släktet Beroe, och familjen Beroidae. Inga underarter finns listade i Catalogue of Life.